# Kanton Montecristi
Der Kanton Montecristi befindet sich in der Provinz Manabí im Westen von Ecuador. Er besitzt eine Fläche von 739 km². Im Jahr 2022 lag die Einwohnerzahl bei rund 99.900. Verwaltungssitz des Kantons ist die Stadt Montecristi mit 46.312 Einwohnern (Stand 2010).

## Lage
Der Kanton Montecristi liegt im Südwesten der Provinz Manabí. Der Kanton liegt an der Pazifikküste. Zu ihm gehört die 25 km  vor der Küste gelegene Insel Isla de la Plata. Der Hauptort Montecristi liegt 12 km südlich der Stadt Manta im Küstenhinterland. Die Fernstraße E30 (Portoviejo–Manta) führt an Montecristi vorbei.
Der Kanton Montecristi grenzt im Norden an den Kanton Manta, im Nordosten an den Kanton Jaramijó, im Osten an den Kanton Sucre sowie im Süden an den Kanton Jipijapa.

## Verwaltungsgliederung
Der Kanton Montecristi ist in die Parroquias urbanas („städtisches Kirchspiel“)
- Aníbal San Andrés
- Colorado
- General Alfaro
- Leonidas Proaño
- Isabel Muentes
- Montecristi

und in die Parroquia rural („ländliches Kirchspiel“)
- La Pila

gegliedert.

## Geschichte
Der Kanton Montecristi wurde am 25. Juni 1824 eingerichtet.
Entwicklung der Einwohnerzahl im Kanton Montecristi bei landesweiten Volkszählungen zum jeweiligen Gebietsstand:
| Jahr                    | Einwohner | +/-    |
| ----------------------- | --------- | ------ |
| 1950                    | 15.418    | –      |
| 1962                    | 18.908    | 22,6 % |
| 1974                    | 25.404    | 34,4 % |
| 1982                    | 31.793    | 25,1 % |
| 1990                    | 37.660    | 18,5 % |
| 2001                    | 43.400    | 15,2 % |
| 2010                    | 70.294    | 62 %   |
| 2022                    | 99.937    | 42,2 % |
| Datenherkunft: Wikidata |           |        |